# Hygrophila okavangensis
Hygrophila okavangensis är en akantusväxtart som beskrevs av P. G. Meyer. Hygrophila okavangensis ingår i släktet Hygrophila och familjen akantusväxter. Inga underarter finns listade i Catalogue of Life.